# Skellig
Skellig é um telefilme do Reino Unido de 2009, dos gêneros drama e mistério baseado do livro escrito por David Almond. O roteiro do filme foi feito por Irena Brignull e dirigido por Annabel Jankel.

## Elenco
- Tim Roth, como Skellig
- Kelly Macdonald, como Louise
- Bill Milner, como Michael
- John Simm, como Dave
- Skye Bennett, como Mina